# Dream League Soccer
Dream League Soccer (viết tắt: DLS) là một trò chơi điện tử bóng đá được phát triển và phát hành bởi First Touch Games của Anh dành cho iOS và Android. Phiên bản này đã được phát hành trên toàn thế giới cho iOS vào ngày 26 tháng 2 năm 2016 và ngày 9 tháng 4 cho Android.

## Lối chơi
Dream League Soccer về cơ bản là cho phép bạn tạo ra đội bóng trong mơ của mình. Lấy bối cảnh giả tưởng, nơi các giải đấu quốc nội, quốc tế thông thường bị "xoá sổ" và các đội bóng trên thế giới phải thi đấu theo một hệ thống giải đấu hoàn toàn mới, người chơi bắt đầu trò chơi bằng cách trở thành người quản lý của một đội bóng tên mặc định là Dream FC (với số tiền cho trước là 1200 xu và 40 kim cương - kể từ phiên bản DLS 24) và được chọn cho mình một trong chín cầu thủ nổi tiếng bất kì mà game đưa ra để làm đội trưởng của đội bóng, còn lại sẽ là những cầu thủ ngẫu nhiên nằm trong đội hình, thường là các cầu thủ ít nổi tiếng hơn và chỉ số trong game thấp hơn (từ 55 - 65). Người chơi có thể thay đổi tên đội bóng của họ, màu giày và số áo của các cầu thủ hoặc trang phục (áo đấu) và logo của đội bóng.
Có tám mức độ chơi là Academy Division, Amateur Division, Division 4, Division 3, Division 2, Division 1, Elite Division và Legendary Division. Người chơi bắt đầu với Academy Division (với mức độ dễ nhất, các đội bóng ở trình độ thấp nhất) và mục tiêu của người chơi là đưa câu lạc bộ đến với chức vô địch tất cả các giải đấu, thăng hạng lên giải cao hơn cũng như hoàn thành mục tiêu đã đề ra ở các mùa giải và trở thành đội bóng tốt nhất của nền bóng đá thế giới. Nếu người chơi giành chiến thắng mỗi một mức độ chơi, đội bóng của người chơi sẽ phải đối mặt với Allstars XI của mức độ đó. Ngoài ra còn có các trận đấu cup xen lẫn với các trận đấu của mỗi giải gồm Global Challenge Cup và 1 trong 4 cup: Bronze Cup (tương ứng với Academy Division, Amateur Division), Silver Cup (tương ứng với  Division 4, Division 3), Gold Cup (tương ứng với Division 2, Division 1) và Diamond Cup (tương ứng với Elite Division, Legendary Division). 
Khi người chơi giành chức vô địch của giải đấu Legendary Division thì sau đó bạn sẽ có một suất tới International Cup với sự hiện diện của các đội tuyển quốc gia, nếu chiến thắng bạn sẽ đến với Allstars Cup với các đội bóng có sự xuất hiện của các cầu thủ xuất sắc nhất đại diện một số khu vực và châu lục trên thế giới, nếu tiếp tục giành chức vô địch, bạn sẽ chơi với đội First Touch United mà các cầu thủ trong đội sẽ là đội ngũ nhân viên của studio First Touch Games (Đã bị loại khỏi các phiên bản từ DLS 21 đến nay). Nếu bạn chiến thắng, bạn sẽ đối đầu với chính đội của bạn - được sao chép bởi một gã huấn luyện viên nào đó ghen tức với thành công của đội người chơi - trong Ultimate Challenge (Đã bị loại khỏi các phiên bản từ DLS 21 đến nay), nếu bạn chiến thắng một lần nữa, bạn sẽ quay lại cấp độ cao nhất (Elite Division, bây giờ là Legendary Division) và chu kỳ tiếp tục. 
Trò chơi cho phép bạn tuyển những cầu thủ FIFPro thật để xây dựng đội của riêng bạn. Bạn có thể đặt tên (đổi tên), nâng cấp và chỉnh sửa sân vận động của riêng bạn, đấu với các người chơi khác trên khắp thế giới trong chế độ Dream League Live. Trò chơi được cung cấp miễn phí nhưng trong đó có một số gói được mua bằng tiền thật.

## Cập nhật

### Những năm đầu tiên
Dream League Soccer được cho ra mắt vào ngày 6 tháng 5 năm 2011 với tên gọi First Touch Soccer (FTS), nhà sản xuất đã cho ra 2 phiên bản của tựa game: FTS 14 và FTS 15. Vào khoảng năm 2014-15, phiên bản First Touch Soccer trước đó đã được đổi tên thành Dream League Soccer như ngày nay. First Touch Game (FTG) đã chính thức thay tên của tựa game FTS trước đây và thay vào đó là DLS Classic. Phiên bản đầu tiên của tựa game về cơ bản cũng gần như hiên tại, tuy nhiên chỉ có 4 cấp độ là Division 3, Division 2, Division 1 và Elite Division; 1 cúp Global Challenge Cup (có thêm Elite Cup cho các đội ở giải Elite Division) và chỉ có 64 đội bóng trong game (tính cả đội của bạn). Đồ họa của game lúc này cũng chưa thực sự tốt. Phiên bản này cũng là lần cuối cùng các đội bóng ở Bundesliga, MLS, J1 League và các cầu thủ huyền thoại có mặt trong game.

### Giai đoạn 2016-2019
Dream League Soccer 2016 là bản cập nhật mang tính đột phá của series DLS. Đồ họa game được cập nhật và trở nên chân thực hơn. FTG đã cho 96 đội bóng vào bản cập nhật này với 6 cấp độ: Academy Division, Division 3, Division 2, Division 1, Junior Elite Division và Elite Division. Game cũng cho người chơi một khoản tiền là 1000 xu để làm vốn cho đội bóng. Global Challenge Cup vẫn giữ nguyên còn Elite Cup chỉ dành cho các đội từ Junior Elite Division trở lên. Chế độ chơi online cũng đã được cập nhật.
DLS 2017 cập nhật thêm cho phiên bản 2016 những điều sau:
- Có thể thay đổi logo bằng các template cho sẵn trong game
- Số lượng đội hình giảm từ 20 xuống 12
- Cập nhật thêm màu áo thứ ba (bên cạnh áo sân nhà và sân khách)
- Số lượng cầu thủ tối đa trong CLB là 32 người, tuy nhiên không giới hạn số lượng cầu thủ dự bị mang vào trận đấu như DLS 2016 (7 cầu thủ dự bị bên cạnh 11 cầu thủ chính thức)

Các phiên bản tiếp theo (DLS 2018 và DLS 2019) không cập nhật quá nhiều, chủ yếu là về đồ họa của game. Ngoài ra ở phiên bản DLS 2018 đã được cập nhật tính năng tạo cầu thủ cho riêng mình.
Trong giai đoạn này, vấn đề lớn nhất của DLS là tình trạng hack, cheat, mod trong game có rất nhiều, do game lưu thông tin trên máy nên rất dễ dàng có thể tạo file hack, mod của game nên trong DLS 2020, FTG đã có biện pháp giải quyết vấn đề này.

### Giai đoạn 2020-2022
Từ cuối năm 2020 (9/10/2020)
DLS 2020 chính là bản cập nhật rất lớn, gần như thay đổi toàn bộ cơ cấu của game:
- Số tiền vốn của người chơi từ 1000 xu tăng lên thành 1500 xu và 75 kim cương.
- Số lượng đội bóng lên tới 128 đội.
- Số lượng giải đấu tăng từ 6 lên 8 giải (Junior Elite Division đã bị xóa, thay vào đó là Elite Division và Legendary Division; ngoài ra Amateur Division và Division 4 cũng được thêm vào giữa Academy Division và Division 3).
- Phải trả xu (50 xu) hoặc kim cương (20 kim cương) để mở khóa template logo.
- Chỉ số của các cầu thủ trong game giảm mạnh.
- Đồ hoạ của game có sự thay đổi hoàn toàn so với các phiên bản trước đó.
- Về phần sân vận động và các cơ sở vật chất, được chia thành 6 phần: Stadium (Sân vận động), Commercial (Phần thương mại), Training (Khu luyện tập), Medical (Trung tâm y tế), Accommodation (Nơi ở các cầu thủ) và Recruitment (Đội tuyển dụng cầu thủ).
- Stadium: Mỗi khi lên một giải đấu mới, cần nâng cấp sân vận động để thỏa mãn điều kiện lên hạng.
- Các khu vực khác: Nâng cấp tối đa 5 lần, giá từ 75 kim cương (1 sao) tới 375 kim cương (5 sao) (Tổng cộng tất cả các lần nâng cấp mất 1125 kim cương)
- Để khắc phục vấn đề hack game, FTG đã đặt 1 máy chủ để lưu giữ thông tin người chơi, do vậy nên game luôn phải chơi ở chế độ online (kể cả chơi với máy).
- Phần Transfer (Chuyển nhượng): Chỉ có thể mua 9 cầu thủ mà game đưa ra dựa trên chỉ số của đội bóng. Ngoài ra, có thể sử dụng Agent để kí hợp đồng với 1 cầu thủ bất kì hoặc sử dụng Scout để tìm 2 cầu thủ ngẫu nhiên được giảm giá. Trong đó chọn Agent thì phải trả bằng kim cương (Common: 40 kim cương, Rare: 240 kim cương, Legendary: 350 kim cương) còn Scout thì trả bằng xu (Common: 75 xu, Rare: 225 xu, Legendary: 500 xu) (Có thể giảm giá nếu nâng cấp Recruitment).

Từ phiên bản DLS 2021 đến nay, FTG đã chèn hình ảnh thực vào thẻ của nhiều cầu thủ có trong game nhằm tăng cảm giác chân thực cũng như làm game trở nên chuyên nghiệp hơn (như PES hay FIFA). Cũng trong phiên bản này, First Touch Challenge và Ultimate Challenge cùng với tính năng tạo cầu thủ đã bị loại bỏ.
Ở phiên bản 2022, FTG đã cho 1 số tính năng mới, ví dụ như: có sự xuất hiện của nhân viên an ninh, xuất hiện thêm phần Recruitment (Trung tâm tuyển cầu thủ) trong phần cơ sở vật chất, ..... Tựa game cũng được đánh giá là có đồ họa đẹp. Tuy nhiên, một số cầu thủ lại bị giảm chỉ số khá nhiều trong phiên bản này, ví dụ như Sergio Ramos, Philippe Coutinho, Cristiano Ronaldo, Lionel Messi,...

### Giai đoạn 2023-nay
Đến phiên bản mới nhất được cập nhật vào ngày 1/12/2022, FTG đã nâng cấp đồ hoạ, thêm hiệu ứng nước mưa bắn vào ống kính máy quay để sao cho game được chân thực như ngoài đời. Ngoài ra, FTG đã đưa thêm những cầu thủ mới vào game, ví dụ như Anthony Elanga, Nani, Dani Alves, Robert Lewandoski, Alejandero Garnacho, Enzo Fernández, Alexis Mac Alister, Diego Costa, Willian, Junya Ito, Kim Min-jae, ... Ở phiên bản mới nhất này, đã có những cầu thủ mới được tăng giảm chỉ số: Karim Benzema, Adama Traoré, Ronald Araújo, João Cancelo, Theo Hernandez, Yannick Carrasco, Bukayo Saka, Frenkie De Jong, Vinicius Junior, Cristiano Ronaldo, Javier Pastore, Aaron Ramsey, Luuk de Jong, Radamel Falcao, Takehiro Tomiyasu, Diogo Dalot, Lorenzo Insigne ..., tuy vậy lại có một số cầu thủ bị xóa khỏi game: Sadio Mané, Franck Ribéry, Timo Werner, Giorgio Chiellini, Matthijs de Ligt.
Cập nhật thêm chế độ Scenario: Hoàn tất trận đấu bằng một chiến thắng với việc tham gia 1 trận đấu ngẫu nhiên, thế trận tùy chỉnh do nhiệm vụ đề ra (mức độ trận đấu có thể là Easy, Medium, Hard, Very hard) và nhận được số tiền tương ứng (25 xu, 50 xu, 75 xu, 100 xu).
Ở phiên bản 2024 (cập nhật vào 28/11/2023), FTG đã cho thêm 1 tính năng mới, đó chế độ Dream Draft: Chọn những cầu thủ siêu sao (chỉ số 80+ trong game) vào trong đội bóng, vô địch giải đấu để nhận phần thưởng, muốn vào tính năng này sẽ phải trả tiền hoặc bỏ 40 kim cương.
Ở phiên bản DLS 2025, FTG đã thay đổi nhiều chi tiết trong phiên bản trước, như thêm một số cutscene vào game: hình ảnh cầu thủ hai đội trong đường hầm sân vận động trước khi bắt đầu trận đấu, cảnh quay phỏng vấn cầu thủ sau trận đấu, đồng thời có thêm chức năng kết bạn với bạn bè, sử dụng tiền thật mua sân vận động VIP (có sức chứa lần lượt 110 000, 100 000, 90000),....

## Các đội bóng
| Giải đấu             | Tên CLB                      | Tên CLB trong DLS |  |
| -------------------- | ---------------------------- | ----------------- |  |
| Premier League       | Arsenal F.C.                 | Arsenal           |  |
| Premier League       | Aston Villa F.C.             | Aston V           |  |
| Premier League       | Brentford F.C.               | Brentford         |  |
| Premier League       | Brighton & Hove Albion F.C.  | Brighton          |  |
| Premier League       | Burnley F.C.                 | Burnley           |  |
| Premier League       | Chelsea F.C.                 | Chelsea           |  |
| Premier League       | Crystal Palace F.C.          | Crystal Palace    |  |
| Premier League       | Everton F.C.                 | Everton           |  |
| Premier League       | Leeds United F.C.            | Leeds             |  |
| Premier League       | Leicester City F.C.          | Leicester         |  |
| Premier League       | Liverpool F.C.               | Liverpool         |  |
| Premier League       | Manchester City F.C.         | Manchester C      |  |
| Premier League       | Manchester United F.C.       | Manchester U      |  |
| Premier League       | Newcastle United F.C.        | Newcastle         |  |
| Premier League       | Norwich City F.C.            | Norwich           |  |
| Premier League       | Southampton F.C.             | Southampton       |  |
| Premier League       | Tottenham Hotspur F.C.       | Tottenham         |  |
| Premier League       | Watford F.C.                 | Watford           |  |
| Premier League       | West Ham United F.C.         | West Ham          |  |
| Premier League       | Wolverhampton Wanderers F.C. | Wolverhampton     |  |
| Championship         | Birmingham City F.C.         | Birmingham C      |  |
| Championship         | Blackburn Rovers F.C.        | Blackburn         |  |
| Championship         | A.F.C. Bournemouth           | Bournemouth       |  |
| Championship         | Bristol City F.C.            | Bristol           |  |
| Championship         | Cardiff City F.C.            | Cardiff           |  |
| Championship         | Derby County F.C.            | Derby             |  |
| Championship         | Fulham F.C.                  | Fulham            |  |
| Championship         | Huddersfield Town A.F.C.     | Huddersfield      |  |
| Championship         | Luton Town F.C.              | Luton             |  |
| Championship         | Middlesbrough F.C.           | Middlesbrough     |  |
| Championship         | Millwall F.C.                | Millwall          |  |
| Championship         | Nottingham Forest F.C.       | Nottingham F      |  |
| Championship         | Preston North End F.C.       | Preston           |  |
| Championship         | Queens Park Rangers F.C.     | Queens Park       |  |
| Championship         | Reading F.C.                 | Reading           |  |
| Championship         | Sheffield United F.C.        | Sheffield U       |  |
| Championship         | Stoke City F.C.              | Stoke             |  |
| Championship         | Swansea City A.F.C.          | Swansea           |  |
| Championship         | West Bromwich Albion F.C.    | West Bromwich     |  |
| La Liga              | Athletic Club Bilbao         | A Bilbao          |  |
| La Liga              | Club Atlético de Madrid      | A Madrid          |  |
| La Liga              | FC Barcelona                 | Barcelona         |  |
| La Liga              | Cadiz CF                     | Cadiz             |  |
| La Liga              | RC Celta de Vigo             | C Vigo            |  |
| La Liga              | Deportivo Alavés             | Alava             |  |
| La Liga              | Elche CF                     | Elche             |  |
| La Liga              | RCD Espanyol de Barcelona    | Cornella          |  |
| La Liga              | Getafe CF                    | Getafe            |  |
| La Liga              | Granada CF                   | Granada           |  |
| La Liga              | Levante UD                   | Levante           |  |
| La Liga              | RCD Mallorca                 | Mallorca          |  |
| La Liga              | CA Osasuna                   | Osasuna           |  |
| La Liga              | Rayo Vallecano de Madrid     | R Vallecano       |  |
| La Liga              | Real Betis Balompié          | Betis             |  |
| La Liga              | Real Madrid CF               | R Madrid          |  |
| La Liga              | Real Sociedad                | R Sociedad        |  |
| La Liga              | Sevilla FC                   | Seville           |  |
| La Liga              | Valencia CF                  | Valencia          |  |
| La Liga              | Villarreal CF                | Villarreal        |  |
| Ligue 1              | Angers SCO                   | Angers            |  |
| Ligue 1              | FC Girondins de Bordeaux     | Bordeaux          |  |
| Ligue 1              | Stade Brestois 29            | Brest             |  |
| Ligue 1              | Clermont Foot Auvergne 63    | Clermont-Ferrand  |  |
| Ligue 1              | RC Lens                      | Lens              |  |
| Ligue 1              | Lille OSC                    | Lille             |  |
| Ligue 1              | FC Lorient-Bretagne          | Lorient           |  |
| Ligue 1              | FC Metz                      | Metz              |  |
| Ligue 1              | AS Monaco FC                 | Monaco            |  |
| Ligue 1              | Montpellier HSC              | Montpellier       |  |
| Ligue 1              | FC Nantes                    | Nantes            |  |
| Ligue 1              | OGC Nice                     | Nice              |  |
| Ligue 1              | Olympique Lyonnais           | Lyon              |  |
| Ligue 1              | Olympique de Marseille       | Marseille         |  |
| Ligue 1              | Paris Saint-Germain FC       | Paris SG          |  |
| Ligue 1              | AS Saint-Étienne             | Saint-Étienne     |  |
| Ligue 1              | Stade Rennais FC             | S Rennes          |  |
| Ligue 1              | RC Strasbourg Alsace         | Strasbourg        |  |
| Ligue 1              | ES Troyes AC                 | Troyes            |  |
| Serie A              | AC Milan                     | A Milan           |  |
| Serie A              | AS Roma                      | Roma              |  |
| Serie A              | Atalanta BC                  | A Bergamo         |  |
| Serie A              | Bologna FC 1909              | Bologna           |  |
| Serie A              | Cagliari Calcio              | Cagliari          |  |
| Serie A              | Empoli FC                    | Empoli            |  |
| Serie A              | ACF Fiorentina               | Fiorentina        |  |
| Serie A              | Genoa CFC                    | Genoa             |  |
| Serie A              | Hellas Verona FC             | Verona            |  |
| Serie A              | FC Internazionale Milano     | I Milan           |  |
| Serie A              | Juventus FC                  | J Turin           |  |
| Serie A              | SS Lazio                     | Lazio             |  |
| Serie A              | SSC Napoli                   | Napoli            |  |
| Serie A              | US Salernitana 1919          | Salernitana       |  |
| Serie A              | UC Sampdoria                 | S Genoa           |  |
| Serie A              | US Sassuolo Calcio           | Sassuolo          |  |
| Serie A              | Spezia Calcio                | La Spezia         |  |
| Serie A              | Torino FC                    | Torino            |  |
| Serie A              | Udinese Calcio               | Udinese           |  |
| Serie A              | Venezia FC                   | Venezia           |  |
| Eredivisie           | AFC Ajax                     | Ajax              |  |
| Eredivisie           | AZ Alkmaar                   | Alkmaar           |  |
| Eredivisie           | Feyenoord Rotterdam          | Feyenoord         |  |
| Eredivisie           | Fortuna Sittard              | Sittard           |  |
| Eredivisie           | FC Groningen                 | Groningen         |  |
| Eredivisie           | SC Heerenveen                | Heerenveen        |  |
| Eredivisie           | Heracles Almelo              | H Almelo          |  |
| Eredivisie           | NEC Nijmegen                 | Nijmegen          |  |
| Eredivisie           | PSV Eindhoven                | P Eindhoven       |  |
| Eredivisie           | FC Twente                    | Twente            |  |
| Eredivisie           | FC Utrecht                   | Utrecht           |  |
| Eredivisie           | SBV Vitesse                  | V Arnhem          |  |
| Liga Portugal        | SL Benfica                   | Benfica           |  |
| Liga Portugal        | Belenenses SDF               | Belem             |  |
| Liga Portugal        | Boavista FC                  | Boavista          |  |
| Liga Portugal        | SC Braga                     | Braga             |  |
| Liga Portugal        | FC Famalicão                 | Famalicao         |  |
| Liga Portugal        | Moreirense FC                | Moreira           |  |
| Liga Portugal        | FC Pacos de Ferreira         | Pacos             |  |
| Liga Portugal        | Portimonense SC              | Portimao          |  |
| Liga Portugal        | FC Porto                     | Porto             |  |
| Liga Portugal        | CD Santa Clara               | Azores            |  |
| Liga Portugal        | Sporting Clube de Portugal   | S Lisbon          |  |
| Liga Portugal        | CD Tondela                   | Tondela           |  |
| Liga Portugal        | Vitória SC                   | Guimarães         |  |
| Scottish Premiership | Celtic FC                    | Glasgow C         |  |
| Scottish Premiership | Hibernians FC                | Hibernian         |  |
| Scottish Premiership | Rangers FC                   | Glasgow R         |  |

| Giải đấu          | Tên đội tuyển quốc gia | Thuộc liên đoàn |
| ----------------- | ---------------------- | --------------- |
| International Cup | Úc                     | AFC             |
| International Cup | Hàn Quốc               | AFC             |
| International Cup | Ai Cập                 | CAF             |
| International Cup | Bờ Biển Ngà            | CAF             |
| International Cup | Cameroon               | CAF             |
| International Cup | Ghana                  | CAF             |
| International Cup | Nam Phi                | CAF             |
| International Cup | Honduras               | CONCACAF        |
| International Cup | Costa Rica             | CONCACAF        |
| International Cup | Argentina              | CONMEBOL        |
| International Cup | Chile                  | CONMEBOL        |
| International Cup | Colombia               | CONMEBOL        |
| International Cup | Paraguay               | CONMEBOL        |
| International Cup | Peru                   | CONMEBOL        |
| International Cup | Uruguay                | CONMEBOL        |
| International Cup | Venezuela              | CONMEBOL        |
| International Cup | Anh                    | UEFA            |
| International Cup | Áo                     | UEFA            |
| International Cup | Bồ Đào Nha             | UEFA            |
| International Cup | Bỉ                     | UEFA            |
| International Cup | Cộng hòa Ireland       | UEFA            |
| International Cup | Cộng hòa Séc           | UEFA            |
| International Cup | Đan Mạch               | UEFA            |
| International Cup | Hungary                | UEFA            |
| International Cup | Montenegro             | UEFA            |
| International Cup | Na Uy                  | UEFA            |
| International Cup | Pháp                   | UEFA            |
| International Cup | România                | UEFA            |
| International Cup | Scotland               | UEFA            |
| International Cup | Slovenia               | UEFA            |
| International Cup | Tây Ban Nha            | UEFA            |
| International Cup | Thụy Điển              | UEFA            |
| International Cup | Thụy Sĩ                | UEFA            |
| International Cup | Ý                      | UEFA            |

## Các chế độ chơi

### Các giải đấu (Division)
Academy Division cho tới Legendary Division: Mỗi giải đấu sẽ có 16 đội bóng thi đấu vòng tròn một lượt tính điểm. Hai đội đứng đầu bảng được trực tiếp thăng hạng. Bốn đội xếp thứ 3 đến thứ 6 phải tham gia đá play-off với thể thức loại trực tiếp để tranh suất lên hạng (Trừ giải Legendary Division). Ba đội xếp cuối bảng sẽ bị xuống hạng (trừ giải Academy Division).
Allstars Match: Sau mỗi mùa giải, đội bóng giành chức vô địch sẽ thi đấu với đội Allstars XI (tức những cầu thủ được đánh giá cao nhất) của giải đấu đó duy nhất một trận đấu trong một mùa.

### Các Cúp
Global Challenge Cup: Toàn bộ 128 đội bóng của 8 giải đấu được chia thành 32 bảng đấu, mỗi bảng 4 đội, thi đấu vòng tròn một lượt tính điểm, 2 đội đứng đầu mỗi bảng sẽ được vào vòng 2 của giải đấu. Bắt đầu từ vòng đấu này sẽ đá theo thể thức loại trực tiếp cho tới khi tìm được nhà vô địch.
Các Cup dành cho các giải đấu cố định: Bronze Cup (Academy Division, Amateur Division); Silver Cup (Division 4, Division 3); Gold Cup (Division 2, Division 1); Diamond Cup (Elite Division, Legendary Division): 32 đội bóng từ mỗi 2 giải đấu sẽ thi đấu theo thể thức loại trực tiếp cho tới khi tìm được nhà vô địch.
International Cup: Phải vô địch Legendary Division mới được quyền tham gia giải đấu này. Về cơ bản, giải đấu này tương tự như FIFA World Cup, quy tụ các đội tuyển quốc gia tham dự. 31 đội tuyển quốc gia cùng với đội bóng của người chơi (tổng cộng là 32 đội bóng) được chia thành 8 bảng, mỗi bảng 4 đội. Hai đội đứng đầu mỗi bảng sẽ tiến vào vòng 16 đội. Bắt đầu từ vòng đấu này sẽ đá theo thể thức loại trực tiếp cho tới khi tìm được nhà vô địch.
Allstars Cup: Phải vô địch International Cup mới được quyền tham gia giải đấu này. 7 đội bóng gồm các ngôi sao của từng châu lục cùng với đội bóng của người chơi quy tụ lại cùng thi đấu. Giải đấu được thi đấu theo thể thức loại trực tiếp từ vòng tứ kết cho tới khi tìm được nhà vô địch.

### Các chế độ khác
Training (Luyện tập): Có thể luyện tập tự do (Free Training), luyện tập đá phạt (Free Kick), luyện tập đá phạt góc (Corner Kick) và luyện tập đá, bắt phạt đền (Penalty).
Dream League Live: Người chơi có thể chơi với một đối thủ ngẫu nhiên trên thế giới cùng chơi DLS.
Friend Match: Người chơi có thể chơi cùng bạn bè trên một cùng mạng Internet, hoặc đá cùng bạn bè (bằng cách vào Friend Match và tạo mã).
Scenario: Hoàn tất trận đấu bằng một chiến thắng với thế trận tùy chỉnh do nhiệm vụ đề ra (mức độ trận đấu có thể là Easy, Medium, Hard, Very hard) và nhận được số tiền tương ứng (25 xu, 50 xu, 75 xu, 100 xu.)

## Tiếp nhận
Trò chơi nhận được phản hồi tích cực từ người dùng và nhà phê bình, bất chấp việc sử dụng mua hàng trong ứng dụng. Trò chơi đã được Gamereactor xếp hạng 5 trên 10. Trò chơi đã bị chỉ trích vì trong trò chơi có sử dụng trí tuệ nhân tạo. Trò chơi có hơn 50 triệu lượt tải xuống trên Cửa hàng Google Play. Trò chơi cũng giành được giải trò chơi hay nhất năm 2016 trên Cửa hàng Google Play.

## Bình luận viên
Bình luận viên chính của các trận đấu trong Dream League Soccer là Gary Bloom, ông là một bình luận viên bóng đá và cũng là một nhà trị liệu tâm lý thể thao lâm sàng người Anh.

## Điều khiển
Phím di chuyển (Analogue stick): Di chuyển cầu thủ

### Tấn công
Phím A: Sút bóng căng, chuyền dài mạnh
Phím B: Chuyền bóng, sút bóng sệt
Phím C: Chuyền bóng bổng, sút bóng nhẹ nhưng bổng và hiểm.

### Phòng ngự
Phím A: Xoạc bóng
Phím B: Cướp bóng (Tắc bóng), chạy nhanh
Phím C: Đổi cầu thủ đang hoạt động/Gọi thủ môn (giữ phím C)

### Kĩ năng
Vuốt lên trên: Gắp bóng cầu vồng
Vuốt xuống: Xoay com-pa (Roulette)
Vuốt qua phải/trái: Rê bóng qua phải/trái
Nhấn 2 lần khi bóng đang trên không : Sút vô lê
Ấn vào màn hình khi cầm bóng 1 lần : Đẩy bóng dài
Giữ vào khoảng trống màn hình khi cầm bóng: Giữ bóng sát chân